# Chaetocytostroma arundinacea
Chaetocytostroma arundinacea är en svampart som beskrevs av Petr. 1920. Chaetocytostroma arundinacea ingår i släktet Chaetocytostroma, divisionen sporsäcksvampar och riket svampar.   Inga underarter finns listade i Catalogue of Life.